# Долинай Микола
Микола Долинай (нар. 22 червня 1894, Довге Поле (тепер — пом. Кимпулунг-ла-Тиса (Румунія) — 30 березня 1970, Прага, Чехословацька Соціалістична Республіка) — український громадсько-політичний та культурний діяч, лікар, міністр уряду Карпатської України.

## Життєпис

Посли Сойму Карпатської України. Зліва направо, зверху вниз: Юліян Ревай, Августин Волошин, Степан Клочурак, Леонід Романюк, Федір Ревай, Августин Штефан, Степан Росоха, Августин Дутка, Юлій Бращайко, Микола Долинай,
Василь Щобей, Володимир Комаринський, Михайло Бращайко, Петро Попович, Василь Климпуш

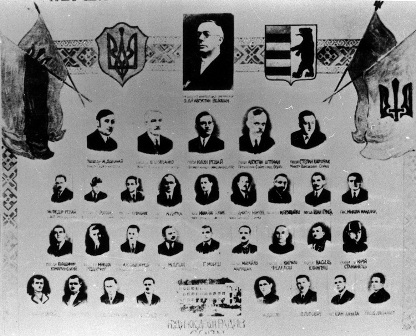
Посли Сойму Карпатської України.
По центру: Президент Карпатської України о. Августин Волошин; Перший ряд зліва направо: Микола Долинай, Юлій Бращайко, Юліян Ревай, Августин Штефан, Степан Клочурак; Другий ряд: Федір Ревай, Степан Росоха, Леонід Романюк, Августин Дутка, Михайло Тулик, Дмитро Німчук, Михайло Бращайко, Іван Грига, Микола Мандзюк; Третій ряд: Володимир Комаринський, Микола Різдорфер, Антон Ернест Олдофреді, Мілош Дрбал, Григорій Мойш, Михайло Марущак, Кирило Феделеш, Василь Климпуш, о. Юрій Станинець; Четвертий ряд: Василь Щобей, Іван Ігнатко, Юрій Пазуханич, Іван Перевузник, Адальберт Довбак, Петро Попович, Іван Качала, Василь Лацанич

Микола Долинай народився 22 червня 1894 року в с. Довге Поле, Мармароський комітат (тепер Румунія), у родині сільського греко-католицького священика Петра Олександровича Долиная. Його мати теж була донькою священика. Миколі виповнилося лише два роки, коли помер батько. З 10 років виховувався у родині свого дідуся, відомого священика й винахідника Авґустина Єнковського (1833—1923), який в останні роки свого життя був парохом у с. Стеблівці (тепер Хустський район).
Після закінчення народної школи в 1904 році був відправлений до Ужгорода в притулок, звідки і поступив до Ужгородської гімназії. Закінчив Ужгородську гімназію у 1912 році та медичний факультет Будапештського університету в 1918 році, доктор медицини.
Після університету Микола Долинай працював у міській лікарні Ужгорода, став одним із засновників та активістом крайового товариства «Просвіта» у 1920 році.
З початку 1920-х років перебував у соціал-демократичній партії, а з 1926 року в Християнсько-народній партії, яку очолював Авґустин Волошин, був генеральним секретарем партії.
Микола Долинай перебував у складі делегації від Закарпаття на Віденському арбітражі 2 листопада 1938 року, а після його закінчення увійшов до складу демілітаризованої комісії, яка діяла в Будапешті. Коли Ужгород було передано Угорщині, Микола Долинай переїхав до Хуста, де працював за фахом до 15 березня 1939 року. Тут виконував громадсько-політичну роботу, став головою Українського Спортивного Клубу «Хуст».
24 січня 1939 року став членом та був обраний до проводу Українського національного об'єднання. У лютому 1939 року обраний депутатом Сойму Карпатської України. 15 березня призначений міністром охорони здоров'я в останньому складі уряду Карпатської України.
Разом із Августином Волошином після окупації Карпатської України угорськими військами емігрував через Румунію та Югославію до Протекторату Богемії та Моравії.
У червні 1945 року Микола Долинай арештований управлінням контррозвідки «Смершу» Радянського Союзу й особливою нарадою при НКВС СРСР 28 грудня 1945 року засуджений на 5 років таборів. Клопотання про помилування 6 травня 1946 року відхилили.
Відбув заслання в Сибіру. Після звільнення з ГУЛАГу 1 березня 1950 року повернувся до Праги.
Помер Микола Долинай у Празі 30 березня 1970 року. Похований у Празі.
Реабілітований 26 березня 1990 року.